# آبشار آمیکالولا
آبشار آمیکالولا (به انگلیسی: Amicalola Falls) آبشاری است که در جورجیا، ایالات متحده آمریکا واقع شده و ارتفاع کلی ریزشگاه آن ۷۲۹ فوت (۲۲۲ متر) است.